# Messina Football Club (1900)
Il Messina Football Club è stata la prima società calcistica della città di Messina, fondata nel 1900.

## Storia
Benché con molta probabilità a Messina venisse già praticato il calcio alla fine del XIX secolo dalla Società Ginnastica Garibaldi, la prima società calcistica venne fondata il 1º dicembre 1900. Quasi tutti i soci fondatori del Messina Football Club erano inglesi: facevano eccezione quattro notabili messinesi.

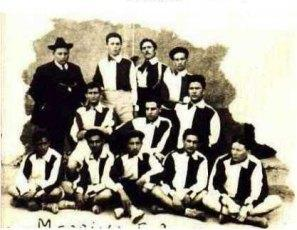
Il Messina Football Club nel 1910

Al vertice dell'organigramma societario figurava il presidente l'inglese Walter F. Becker. Armatore navale, era il titolare della "Peirce, Becker & Ilardi", un'agenzia di navigazione con sede a Messina; nel 1899 aveva inoltre fondato la compagnia di navigazione "Peirce & Becker".
Vicepresidente era il console statunitense Charles Michael Caughy; il segretario era Walter Oates (inglese, socio della fabbrica di derivati agrumari "W. Sanderson & Sons"); i consiglieri erano: Horace Gooding, W. May, Alfredo Marangolo, Giulio Arena Ainis, J. Giorgianni, G. Lovatelli. Soci onorari erano: William Robert Sanderson, Guglielmo Sarauw, George Oates, Herbert Hoates, Edward James Eaton, Eduard Jacob, Carlo Sarauw.
Consigliere era anche F. L. Padgett, primo allenatore e capitano della squadra. È probabile che tra le persone chiave della società figurassero anche i reverendi anglicani Charles Huleatt e Caulfield.
La figura più rilevante era quella di Marangolo. Il giovane messinese era appena tornato da un lungo soggiorno a Londra; in Gran Bretagna aveva scoperto il neonato gioco del calcio, ed aveva portato con sé alcuni manuali con le regole del gioco, un pallone di cuoio, alcune scarpe, una divisa da arbitro ed una da gioco. Marangolo legò con la colonia inglese di Messina: molti dei cittadini d'oltremanica avevano già praticato il gioco del calcio, e ciò portò alla fondazione della nuova squadra.
Il primo incontro del Messina Football Club è datato 18 aprile 1901, organizzato da Alfredo Marangolo e disputato contro l'Anglo-Palermitan Athletic and Foot-Ball Club (l'attuale Palermo) fondato dall'amico Ignazio Majo Pagano, con il quale era emigrato a Londra. L'incontro finì 3-2 per i palermitani; la formazione scesa in campo era la seguente: Marangolo, Pappin, Padgett, Way, Caulfield, Oates, Arena, Vaccaro, Greco, Falorsi, Crisafulli.
Le maglie della squadra erano infatti di colore bianco e blu. Così riportò infatti il Giornale di Sicilia nella cronaca dell'incontro contro il Palermo:
(F. Rosso su il Giornale di Sicilia, 19 aprile 1901)
Nel luglio 1901 fu nominato presidente il neo console inglese di Messina, Arthur Barret Lascelles, il quale pertanto succedette a Walter Becker.
In questo periodo fu svolta attività in ambito locale. Ad esempio nel 1902 furono organizzati due incontri contro gli equipaggi di alcune navi attraccate nel porto di Messina: il primo fu vinto dal Messina per 2-1 contro l'equipaggio dello Yacht Hohenzollern di Guglielmo II di Germania; il secondo fu perso dai siciliani per 5-1 contro i marinai inglesi del Royal Steamer Aurani.
Nel 1905 nacque la Whitaker Challenge Cup, disputata contro il Palermo; le fonti sono discordanti: alcune attribuiscono la vittoria al Messina per 1-0, altre per 3-2. I messinesi bissarono il successo anche nel 1906, vincendo contro i palermitani per 2-1. La Whitaker Challenge Cup non fu disputata nel 1907, ma tornò ad essere giocata - per l'ultima volta nella storia - il 15 febbraio 1908: vinse il Palermo 3-0, nell'incontro disputato presso lo spiazzale di San Raineri.
Il Terremoto di Messina del 1908 causò la morte di numerosi giocatori della squadra; l'attività riprese solamente nel giugno 1909, grazie ai fondi dell'inglese Arthur Barret Lascelles ed all'aiuto dei marinai presenti in città, alcuni di essi giocatori di Venezia, Gorizia e Triestina. Nel 1910 la squadra prese parte alla seconda edizione della Lipton Challenge Cup, perdendo però sia contro il Napoli sia contro il Palermo; la stagione proseguì a livello locale.
Lentamente la disponibilità economica di Barrett andò diminuendo sempre di più; la società si sciolse ed i giocatori confluirono nella Società Ginnastica Garibaldi (società che aveva inglobato in precedenza anche la Società Sportiva Umberto I), capitanata da Nazzareno Allegra.

## Allenatori
- 1901  F. L. Padgett
- 1902-1908  Charles Huleatt
- 1909-1910  Nazzareno Allegra

## Presidenti
- 1900-luglio 1901  Walter F. Becker
- luglio 1901-1910  Arthur Barret Lascelles